# Holly e Benji: La grande sfida europea
Holly e Benji: La grande sfida europea (キャプテン翼 ヨーロッパ大決戦?, Kyaputen Tsubasa: Yōroppa daisakusen, lett. "Captain Tsubasa: La grande sfida europea") è un film d'animazione del 1985 diretto da Tatsuya Okamoto.
Si tratta del primo film del manga e anime Holly e Benji (Capitan Tsubasa). In Giappone uscì il 13 luglio 1985. In Italia venne trasmesso su Italia 1, Italia Teen Television e Italia 2 con il titolo La sfida di Parigi e diviso in due parti. Fu in seguito riproposto in DVD da Yamato Video nel 2007 con titolo e durata fedele all'originale.
A questo si aggiungeranno tre film sequel La selezione giovanile del Giappone (1985), Corri per il domani! (1986) e La grande sfida mondiale: Jr World Cup! (1986) che assieme costituiranno una storyline alternativa delle partite che la selezione nazionale giovanile del Giappone disputerà contro quelle del resto del mondo rispetto a ciò che succede in Shin Captain Tsubasa e nei seguiti.
La partita tra Europa-Giappone somiglia moltissimo ad un analogo torneo di Parigi visto nella prima serie televisiva Holly e Benji - Due fuoriclasse in un sogno di Holly prima della finale con la Toho (questi episodi erano creazioni originali dell'anime, perciò non tratti dal manga). Gli avvenimenti della partita infatti, così come il risultato e le reti, sono quasi identici.

## Trama
Il Giappone affronta in un'amichevole a Parigi l'Europa, selezione in cui militano i migliori giocatori d'Europa tra cui spiccano il kaiser Karl Heinz Schneider e il regista francese Pierre Le Blanc. Benji inizialmente è costretto a rimanere in panchina, a causa del riacutizzarsi in allenamento di un vecchio infortunio.
Nonostante il Giappone inizi bene segnando il gol del vantaggio con i fratelli Derrick l'Europa riesce a ribaltare il risultato. Nel secondo tempo però Benji decide di entrare in campo nonostante l'infortunio, e riesce a parare tutti i fire shot di Schneider. Il Giappone con una doppietta di Holly riesce alla fine a vincere la partita per 3-2.
|                    | Europa | 2 – 3                 | Giappone |  |
| Le Blanc Schneider |        | J. Derrick Hutton (2) |          |  |